# Tunel w Żegiestowie
Tunel w Żegiestowie – jednotorowy tunel kolejowy koło Żegiestowa w województwie małopolskim o długości 514 metrów.
Przez tunel przebiega szlak kolejowy Nowy Sącz – Muszyna, który łączy Polskę ze Słowacją oraz komunikuje Krynicę-Zdrój z resztą kraju. Linia kolejowa biegnie wzdłuż Doliny Popradu zgodnie z meandrami rzeki, lecz na najtrudniejszym odcinku konieczne było wydrążenie tunelu.

## Opis
514-metrowy tunel o kształcie owalnym wykończony jest w obudowie kamiennej z klińców.  Pierwotnie był zaplanowany jako dwutorowy, jednak w wyniku zawału w trakcie budowy konieczne było zmniejszenie prześwitu i pozostawienie tylko jednego toru.

## Historia
Decyzję o budowie tunelu podjęto 8 maja 1870 w ramach zatwierdzania planów budowy linii kolejowej z Tarnowa do Leluchowa, gdzie nowa trasa miała połączyć się z węgierską siecią kolejową. Budowę tunelu rozpoczęto 4 września 1873. Wykonawcą było przedsiębiorstwo Koller und Gregersen z Wiednia. Prace górnicze wykonywali głównie robotnicy z Włoch i Tyrolu, dla których w Andrzejówce przygotowano osiedle robotnicze. Za prace strzelnicze odpowiadał oddział z Triestu. Miejscowi byli angażowani głównie do celów transportowych. Tunel drążony był tzw. metodą Bischofshofen. Napotykano przy tym problemy geologiczne związane z niestabilnym górotworem.
W trakcie budowy doszło do zapadnięcia stropu, w wyniku czego prawdopodobnie zginęło 126 robotników (inne źródła podają minimalnie 120 ofiar). Zasypane zostały 23 wozy konne. Akcja ratunkowa trwała 7 dni, jednak została przerwana. Źródła urzędowe milczą na ten temat. Za zaistnieniem katastrofy przemawia fakt, że tunel wydrążono po łuku, choć pierwotnie miał poprowadzić po linii prostej, być może dla ominięcia zawału. O próbie drążenia tunelu ratunkowego świadczy też nisza wydrążona przy jednym z portali. 

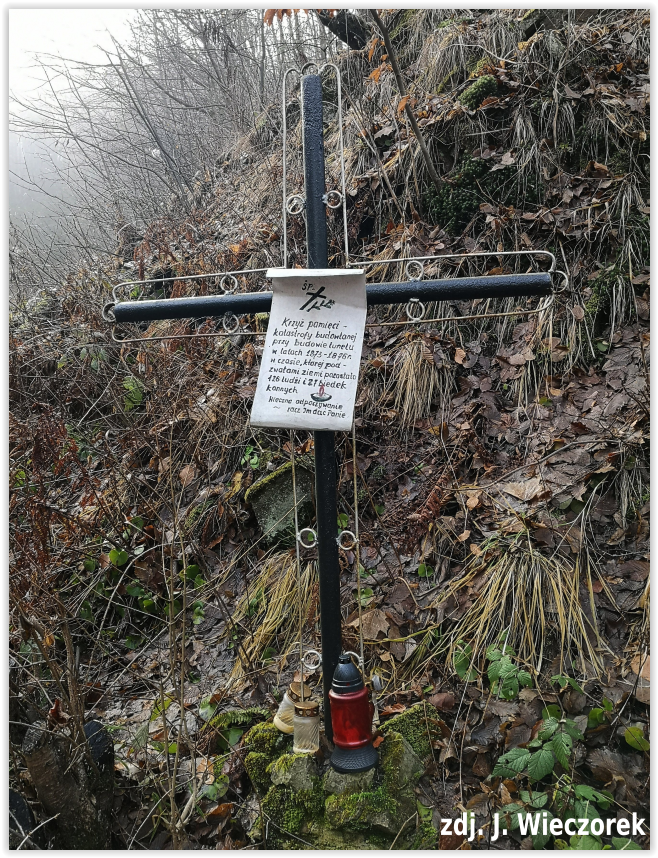
Krzyż pamięci ofiar katastrofy przy budowie tunelu kolejowego w Żegiestowie w 1874 r.

Przebicie tunelu nastąpiło ostatecznie 19 listopada 1874. 2 grudnia 1874 zorganizowano z tej okazji uroczystości. Tunel oddano do użytku z opóźnieniem w 1876 roku.
Był dwukrotnie wysadzony w powietrze: przez Wojsko Polskie we wrześniu 1939 oraz przez Niemców w 19 stycznia 1945. Odbudowany po wojnie w 1948 roku. W 1986 roku linię kolejową w tunelu elektryfikowano.